# Picea crassifolia
Picea crassifolia je druh jehličnatého stromu původem z Asie.

## Popis
Jedná se o strom, který dorůstá až 25 m výšky a průměru kmene až 60 cm. Větvičky mají nazelanale žlutou barvu, později jsou narůžověle či nahnědle žluté, zpravidla nasivělé, pýřité nebo lysé. Jehlice jsou na průřezu široce kosočtverečné, asi 1,2−3,5 cm dlouhé a asi 2-3 mm široké, na tupě zašpičatělé. Samičí šišky jsou jako nezralé zelené s okraji šupin purpurovými, válcovité, za zralosti asi 7–11 cm dlouhé a asi 2–3,5 cm široké. Šupiny samičích šišek jsou za zralosti obvejčité, asi 18 mm dlouhé a asi 15 mm široké, horní okraj celokrajný až lehce zvlněný, špička je zaokrouhlená. Semena jsou s křídly asi 9 mm dlouhými.

## Rozšíření
Picea crassifolia je přirozeně rozšířen v Číně a to v provincii Vnitřní Mongolsko (pohoří Helan Shan, Daqing Shan, dále v provincii Kan-su, Ning-sia a na severovýchodě provincie Čching-chaj (pohoří Qilian Shan a okolo Qinghai Hu).

## Ekologie
Jedná se o důležitou součást horských lesů, roste v nadmořských výškách 1600-3800 m n. m. Tvoří smrčiny, někdy s příměsemi, např. různé druhy jedlí (Abies sp. div.) či společně s Juniperus przewalskii a dalšími příměsemi. Porosty s dominancí Picea crassifolia ovlivňují různé přírodní jevy, jako např. vítr aj. Známé jsou i kůrovcové kalamity. Tento druh smrku napadá víc druhů kůrovců, např. Dendroctonus micans, Ips nitidus, Pseudips orientais, Polygraphus poligraphus aj.